# 2012年歐洲花式滑冰錦標賽
2012年歐洲花式滑冰錦標賽為2011–2012年賽季中的一場花式滑冰賽事。本屆賽事項目包括男子個人、女子個人、雙人和冰舞。